# PinguyOS
PinguyOS è una distribuzione GNU/Linux, basata su Ubuntu per PC con architetture x86 e AMD64.

## Caratteristiche principali
Utilizza l'ambiente desktop GNOME modificato, con l'aggiunta di alcune estensioni e con una dock nella parte bassa dello schermo, in più sono preinstallati software di Linux Mint e di MATE nonché programmi dedicati alla multimedialità, programmazione ed utilità di sistema in generale, è tuttavia disponibile in due versioni: mini e full che differiscono solo per la quantità di software già presente.
Peculiare è la presenza di Pinguy Builder, un fork di Remastersys con cui creare immagini .iso personalizzate della distribuzione medesima.